# H. R. Haldeman

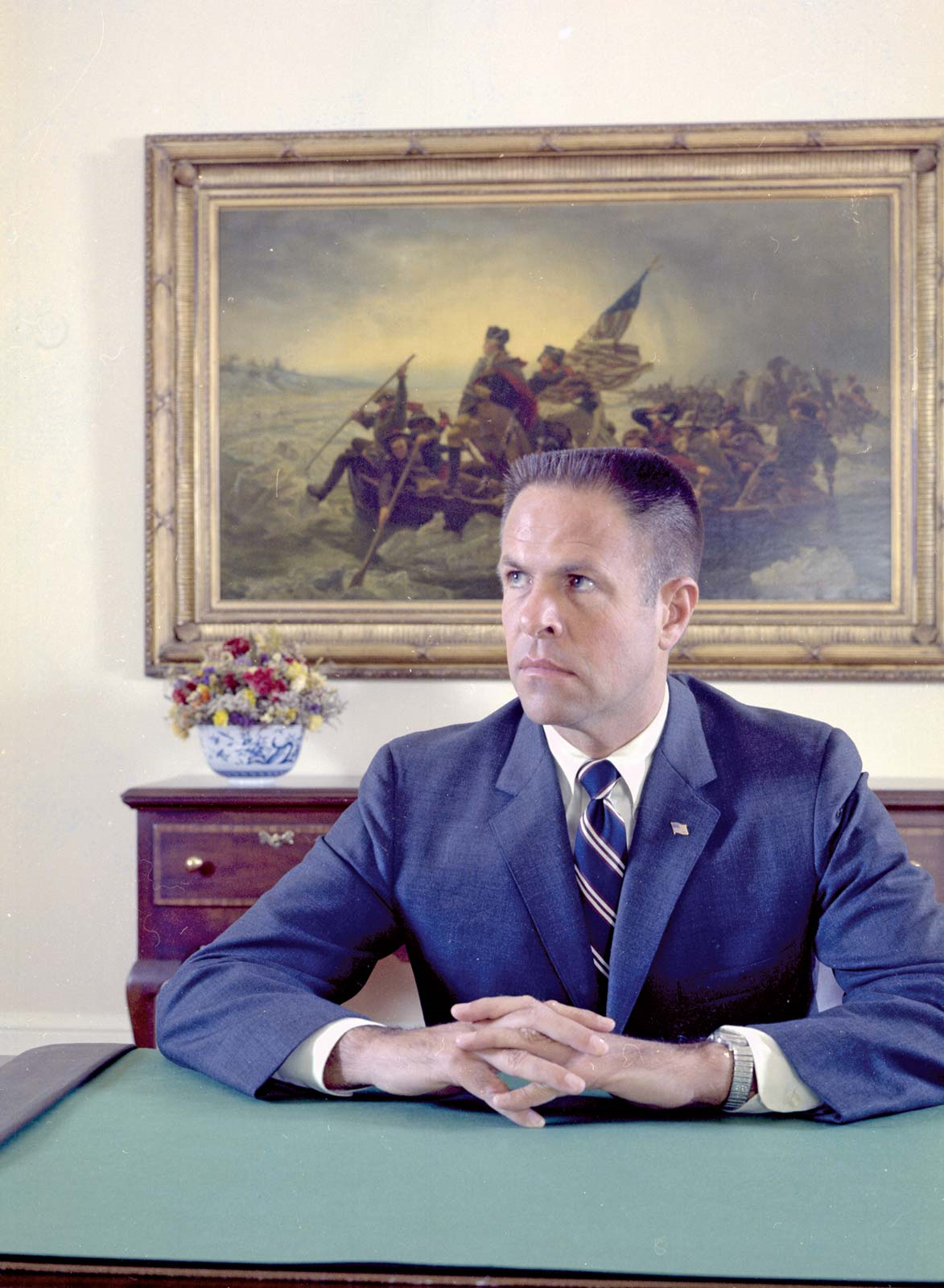
H. R. Haldeman

Harry Robbins "Bob" Haldeman (27 de outubro de 1926 - 12 de novembro de 1993) foi um assessor político e empresário norte-americano, mais conhecido por seu serviço como Chefe de Gabinete da Casa Branca para o presidente Richard Nixon e seu consequente envolvimento no escândalo Watergate.

## Vida
Nascido na Califórnia, Haldeman serviu na Reserva da Marinha na Segunda Guerra Mundial e frequentou a UCLA. Em 1949, ele se juntou à agência de publicidade J. Walter Thompson, onde trabalhou por 20 anos como executivo de publicidade proeminente em Los Angeles e Nova York. Ele fez um nome para si mesmo cedo nos círculos sociais de Los Angeles por seu trabalho como presidente da UCLA Alumni Association e membro do Conselho de Regentes da Universidade da Califórnia.
Uma longa associação familiar com o Partido Republicano e seu próprio interesse atraíram Haldeman para a política. Na década de 1950, ele conheceu Nixon, por quem desenvolveu um respeito intenso e uma lealdade inabalável. Ele começou como um homem importante na campanha de reeleição do presidente Dwight D. Eisenhower em 1956, novamente trabalhou como um homem importante na campanha presidencial de Nixon em 1960 e administrou a corrida de Nixon em 1962 para governador da Califórnia. Quando Nixon foi eleito presidente em 1968, ele selecionou Haldeman como seu chefe de gabinete.
Haldeman é creditado com a implementação de mudanças mais significativas nos sistemas de pessoal da Casa Branca e governança e operações do Poder Executivo do que qualquer chefe de gabinete antes dele ou desde então, e é o "sistema Haldeman" que as administrações presidenciais continuam a operar hoje. Sua intensidade e estilo de gerenciamento sem sentido lhe renderam a reputação de um capataz severo que esperava um desempenho de alto nível.
Depois que ele deixou a administração Nixon em abril de 1973, Haldeman foi julgado por perjúrio, conspiração e obstrução da justiça por seu papel no encobrimento de Watergate. Ele foi considerado culpado e preso por 18 meses. Após a libertação de Haldeman, ele voltou à vida privada e foi um empresário de sucesso e promotor imobiliário até sua morte de câncer em 1993, aos 67 anos.